# Hans Hofmeyer
Hans Hofmeyer (* 12. April 1904 in Offenbach am Main; † 28. August 1992 in Bad Vilbel) war ein deutscher Jurist. Er leitete den Ersten Auschwitz-Prozess in Frankfurt am Main.

## Studium und Laufbahn
Hofmeyer studierte Jura an den Universitäten München und Gießen. Nach dem Referendarsexamen im Jahr 1928 und dem Zweiten Staatsexamen im Jahr 1931 war er bis 1936 als Assessor tätig; zunächst in einer Anwaltspraxis in Darmstadt, später an Amtsgerichten in Worms, Darmstadt und Offenbach. Im Jahr 1936 wurde er Amtsgerichtsrat. Bis 1939 war er an das Erbgesundheitsgericht beim Amtsgericht Gießen abgeordnet, wo er über beantragte Zwangssterilisierungen im Rahmen des Gesetzes zur Verhütung erbkranken Nachwuchses zu entscheiden hatte.
Im Zweiten Weltkrieg diente er zunächst als Nachrichtenoffizier, ehe er im Jahr 1944 zum Oberstabsrichter bei der Heeresfeldjustizabteilung des Oberkommando des Heeres ernannt wurde.
Ab 1946 war er Vorsitzender einer Strafkammer am Landgericht Frankfurt am Main. Im Jahr 1954 wurde er Vorsitzender der Zivilkammer des Landgerichts und war dort für Pressearbeit zuständig. Anfang der 1960er Jahre kehrte er als Landgerichtsdirektor in die Abteilung für Strafsachen zurück. Während des Ersten Auschwitzprozesses wurde er zum Senatspräsidenten am Oberlandesgericht Frankfurt am Main ernannt.
Er führte in Frankfurt einige überregionale Verfahren, darunter die Prozesse um das Buch „Der rote Rufmord“ von Kurt Ziesel und des damaligen schleswig-holsteinischen Ministerpräsidenten Kai-Uwe von Hassel gegen die „Frankfurter Rundschau“. Internationale Bekanntheit erlangte er als Richter beim Ersten Frankfurter Auschwitz-Prozess.

## Erster Frankfurter Auschwitz-Prozess (1963–1965)
Hofmeyers Ernennung zum Vorsitzenden wurde bislang insgesamt als überraschend erachtet: Man ging davon aus, dass es in seiner bisherigen Laufbahn wenige Hinweise darauf gab, dass er in der Lage sein würde, einen Prozess dieser Größenordnung gegen ursprünglich 22 Angeklagte, der zudem international beobachtet werden würde, zu leiten. Neuere Forschungen jedoch belegen, dass Hofmeyer mit dem Schwurgerichtsvorsitz des 1. Frankfurter Treblinka-Prozesses gegen Josef Hirtreiter sich schon 1951 mit einem NS-Verfahren auseinanderzusetzen hatte, er also, bevor er vom 20. Dezember 1963 bis zum 20. August 1965 (183 Prozesstage) dem Auschwitz-Prozess vorsitzen sollte durchaus auf dem Gebiet der NS-Verfahren auf frühe Erfahrungen als Vorsitzender zurückgreifen konnte.
Hierzu kam es jedoch erst, nachdem dem ursprünglich betrauten Richter Hans Forester der Vorsitz wegen der Besorgnis der Befangenheit entzogen worden war, infolge dessen der zunächst als Beisitzender Richter angesetzte Hofmeyer einrückte. Hintergrund für die Ablehnung war eine von Forester selbst beantragte Überprüfung, in der er mitteilte, dass Teile seiner Verwandtschaft von den Nationalsozialisten verfolgt worden seien. Darin sah das im Herbst 1963 mit Foresters Meldung befasste Richtergremium die hinreichende Befürchtung einer möglichen Befangenheit, was die zwingende Entbindung Foresters nach sich zog und letztlich zum Übergang der Prozessleitung auf Hofmeyer führte.
Bereits vor Beginn des Verfahrens wurde Hofmeyer vorgeworfen, er habe im nationalsozialistischen Deutschland als Oberstabsrichter seinerzeit Todesurteile gefällt. Doch selbst ideologische Gegner wie der Vertreter der Nebenklage Friedrich Karl Kaul fanden in dieser Tätigkeit keine Anhaltspunkte, um den Prozess zu torpedieren.
Hofmeyer wollte den „Mammutprozess“, den der hessische Generalstaatsanwalt Fritz Bauer initiiert hatte, verhindern. Seiner Ansicht nach waren solche Grundsatzprozesse nicht praktikabel und verletzten die Rechte der Angeklagten. Man solle sie besser auf mehrere kleine, auf die einzelnen Angeklagten zugeschnittene Verfahren aufteilen. Auch noch nach dem erfolgreichen Ausgang des Prozesses sprach er sich mit Entschiedenheit dafür aus, „derartige Prozesse […] unter allen Umständen“ zu vermeiden.
Er konnte sich mit seiner Ansicht jedoch nicht gegen Bauer durchsetzen. Für diesen stand die juristische Aufarbeitung des gesamten Tatkomplexes Auschwitz im Fokus. Er wollte gegen möglichst viele Verdächtige ermitteln lassen, um die Gesamtheit der Straftaten im Lager in einem oder mehreren großen Prozessen aufzuklären. Durch die Erforschung des Verbrechenskomplexes sollte die deutsche Öffentlichkeit mit den NS-Untaten konfrontiert werden. Diese unterschiedliche Auffassung kam in der Urteilsbegründung wieder zur Sprache. Zu Beginn der Verkündung erklärte Hofmeyer: „Es handelt sich hier ja um einen normalen Strafprozess, mag er auch einen Hintergrund haben, wie er wolle. Das Gericht konnte nur urteilen nach den Gesetzen, die von ihm beschworen worden sind. Und diese Gesetze erfordern nach der subjektiven und nach der objektiven Seite eine genaue Feststellung der konkreten Schuld eines Angeklagten.“ Des Weiteren sei das Verfahren kein Auschwitz-Prozess gewesen, sondern ein „Verfahren gegen Mulka und andere“.
Die Zeugenaussagen hatten bei Hofmeyer einen tiefen Eindruck hinterlassen. So schloss er die Urteilsverkündung sichtlich bewegt mit den Worten: „Es wird wohl mancher unter uns sein, der auf lange Zeit nicht mehr in die frohen und gläubigen Augen eines Kindes sehen kann, ohne daß im Hintergrund und im Geist ihm die hohlen, fragenden und verständnislosen, angsterfüllten Augen der Kinder auftauchen, die dort in Auschwitz ihren letzten Weg gegangen sind.“
Hofmeyer lebte während des Ersten Frankfurter Auschwitz-Prozesses in Bad Vilbel. Er lehnte während des Prozesses selbst das unverfänglichste Interview, etwa über seine Liebe zur Musik, ab und begründete dies damit, den Verlauf des Verfahrens nicht stören zu wollen.

## Würdigung und Kritik
Hofmeyer wurde sowohl von den Beteiligten am Auschwitz-Prozess als auch von der Presse einhellig als brillanter Jurist und routinierter Verhandlungsführer geschildert, der in jeder Phase des Verfahrens der Sache gewachsen war.
Rechtsanwalt Henry Ormond hob die „vorbildliche Verhandlungsführung“ hervor. Nach Eugen Kogon sei es das Verdienst des Schwurgerichts, sich in seiner „souveränen juristischen Selbstbeschränkung“ aller Fallstricke zu erwehren gewusst zu haben. Hermann Langbein, Häftling in Auschwitz, Zeuge und Prozessbeobachter, bescheinigte dem Richter: „Er hat den Prozess souverän geführt und es verstanden, kleinliches Geplänkel und politische Propaganda schnell auszuschalten.“
Die Welt schrieb über ihn: „Der Vorsitzende im Auschwitz-Prozess ist ein nüchterner Mann, intellektuelle Vergnügungen, juristisches Feuerwerk liegen ihm nicht. Wenn es einen gesunden Menschenverstand tatsächlich geben sollte, er hat ihn. Oft stellt er ein, zwei Fragen mehr, als ein anderer sie stellen würde, weil er nicht fassen kann, was ja auch nicht zu fassen ist.“ Im Sonntagsblatt war über Hofmeyer zu lesen: „Dieser Richter, mit rhetorischer Eloquenz so wenig begabt wie die Mehrzahl seiner Standesgenossen, fand Worte, die ihn und das Gericht, dem er zwanzig Monate lang vorsaß, am Ende des Prozesses noch einmal als die Repräsentanten einer Gerechtigkeit darstellten, deren Bild mit dem Symbol der blinden Göttin nur unzureichend erklärt wäre.“
Kritik am Frankfurter Urteilsspruch kam im Anschluss des Auschwitzprozesses auf durch die Feststellung, dass nur konkrete eigene Tatbeiträge an Morden für eine Verurteilung maßgeblich waren und nicht die allgemeine Unterstützung der nationalsozialistischen Massenmorde. Nur in drei Fällen, bei den Angeklagten Franz Johann Hofmann, Oswald Kaduk und Hans Stark, wurde auf Mittäterschaft erkannt, da sie sich die Taten der verbrecherischen Staatsführung zu eigen gemacht und dem Urteil zufolge im Konsens mit den sogenannten Haupttätern gehandelt hätten. In allen anderen Fällen erkannte das Gericht bei Befehlstaten auf „Gehilfenschaft“ und verhängte zum Teil überaus milde Strafen: „Die Folge des Auschwitz-Urteils, nur noch Exzesstäter, die eigenmächtig gemordet hatten, zur Verantwortung zu ziehen und Beteiligte an der Massenvernichtung, die routiniert ihren Morddienst verrichtet hatten, von der Strafverfolgung zu verschonen, war verheerend.“
Bedeutende Differenzen zur bisherigen Rezeption Hofmeyers und seines Einflusses auf den Ersten Frankfurter Auschwitz-Prozess ergeben sich hingegen aus neueren Forschungen Ristics, die Widersprüche zu Hofmeyers vorhergehender Spruchpraxis aufzeigen. Während des Ermittlungsverfahrens zum späteren Auschwitz-Prozess lehnte Hofmeyer 1961 die weitere Untersuchungshaft des späteren Hauptangeklagten Mulka mangels hinreichenden Tatverdachts mit einer dem nachfolgenden Auschwitz-Urteil diametral entgegenlaufenden Begründung ab. Zudem zeigte die frühe Verhandlungserfahrung Hofmeyers in NS-Verfahren mit seinem Vorsitz des im Jahr 1951 in Frankfurt geführten Treblinka-Prozesses gegen Josef Hirtreiter eine weitere Diskrepanz zum Auschwitz-Urteil: Hirtreiter war damals im Treblinka-Prozess nicht nur wegen Beihilfe zum Mord, sondern wegen Mordes in Täterschaft/Mittäterschaft verurteilt worden, obwohl seine Stellung und sein Dienst im Vergleich zu Mulkas einen geringeren Verantwortungsumfang aufwies. Diese feine, die Angeklagten entlastende Unterscheidung (Fritz Bauer nannte sie „atomisierend“) hatte hier, anders als später im Auschwitz-Prozess, nicht stattgefunden. Diese Auffassung wird heute allgemein abgelehnt – obwohl es bereits zum Zeitpunkt des Auschwitz-Urteils gravierende Hinweise des BGH auf die Unhaltbarkeit gab, rückte der BGH mit der bestätigten Verurteilung von Oskar Gröning im Jahr 2016 ausdrücklich von diesem Standpunkt ab.

## NS-Belastung
2019 wurden durch die Veröffentlichung erster Forschungsergebnisse des Juristen Matias Ristic belastbare Tatsachen über Hofmeyers Verstrickung in den Nationalsozialismus und seine NS-Vergangenheit bekannt. Ristic, dessen Dissertationsprojekt an der Universität zu Köln erstmals wissenschaftlich fundiert eine umfassende Studie zu Hofmeyers Gesamtbiografie erarbeitet, erbrachte unter anderem den Nachweis für Hofmeyers Tätigkeit als Vorsitzender Richter am Erbgesundheitsgericht Gießen und wertete im Rahmen seines Promotionsvorhabens auch dessen Urteile sowie Hofmeyers Schriftverkehr beim Erbgesundheitsgericht aus. Laut Ristic ist darin Hofmeyers Eifer bei der Anordnung von Zwangssterilisierungen etwa in Fällen des sogenannten „angeborenen Schwachsinns“ erkennbar, auch bei Jugendlichen. Ristic machte aus seiner noch nicht abgeschlossenen biografischen Studie außerdem bekannt, dass Hofmeyer gegen Ende des Zweiten Weltkriegs in seinem Amt als Oberstabsricher unter Generalrichter Otto Grünewald an der Stelle gesessen habe, die wesentlich für die Etablierung der sogenannten fliegenden Standgerichte verantwortlich war.
Mit Ristics Forschungsarbeit wurde zudem öffentlich, dass Hofmeyer in einem Gespräch mit dem Opferanwalt Henry Ormond kurz vor Beginn des Auschwitz-Prozesses Ormond gegenüber seine Tätigkeit unter Grünewald unerwähnt gelassen habe, stattdessen aber einen unverfänglichen, vermeintlichen Vorgesetzten, Karl Sack, nannte. Dieser war am 9. April 1945 – als Widerstandskämpfer zum Kreis des 20. Juli zählend und wegen Hoch- und Kriegsverrat zum Tode verurteilt – im KZ Flossenbürg gehängt worden.